# Campionati europei juniores di slittino 2017
I Campionati europei juniores di slittino 2017, trentottesima edizione della manifestazione organizzata dalla Federazione Internazionale Slittino, si sono tenuti il 21 e il 22 gennaio 2017 a Oberhof, in Germania, sulla Rennrodelbahn Oberhof, la pista sulla quale si svolsero le rassegne europee juniores del 1958, del 1975, del 2013 e del 2015; sono state disputate gare in quattro differenti specialità: nel singolo uomini e in quello donne, nel doppio e nella gara a squadre.
Anche questa edizione, come ormai da prassi iniziata nella rassegna di Igls 2011, si è svolta con la modalità della "gara nella gara" contestualmente alla quarta tappa della Coppa del Mondo juniores 2016/2017, premiando gli atleti europei meglio piazzati nelle suddette quattro discipline.

## Risultati

### Singolo uomini
La gara è stata disputata il 21 gennaio 2018 nell'arco di due manches e hanno preso parte alla competizione 31 atleti in rappresentanza di 15 differenti nazioni; campione uscente era l'austriaco Jonas Müller, non presente alla competizione, e il titolo è stato pertanto vinto dal tedesco Max Langenhan, alla sua prima medaglia continentale di categoria, davanti al lettone Kristers Aparjods, già bronzo nel 2016, e all'austriaco Nico Gleirscher, a sua volta argento nell'edizione 2016 e bronzo nel 2015.
| Pos. | Atleti               | Nazione  | Tempo    | Distacco |
| ---- | -------------------- | -------- | -------- | -------- |
|      | Max Langenhan        | Germania | 1'30"823 |          |
|      | Kristers Aparjods    | Lettonia | 1'30"922 | +0"099   |
|      | Nico Gleirscher      | Austria  | 1'31"043 | +0"220   |
| 4    | Moritz Bollmann      | Germania | 1'31"134 | +0"311   |
| 5    | Benjamin Gabber      | Germania | 1'31"412 | +0"589   |
| 6    | Paul-Lukas Heider    | Germania | 1'31"480 | +0"657   |
| 7    | Fabian Malleier      | Italia   | 1'31"518 | +0"695   |
| 8    | Lukas Schlierenzauer | Austria  | 1'31"583 | +0"760   |
| 9    | Daniil Lebedev       | Russia   | 1'31"797 | +0"974   |
| 10   | Evgenij Petrov       | Russia   | 1'31"828 | +1"005   |

### Singolo donne
La gara è stata disputata il 22 gennaio 2017 nell'arco di due manches e hanno preso parte alla competizione 28 atlete in rappresentanza di 13 differenti nazioni; campione uscente nonché vincitrice delle ultime due edizioni era la tedesca Jessica Tiebel, che ha riconfermato il titolo anche in questa edizione, davanti all'austriaca Hannah Prock e all'altra tedesca Cheyenne Rosenthal, entrambe alla loro prima medaglia continentale di categoria.
| Pos. | Atlete             | Nazione  | Tempo    | Distacco |
| ---- | ------------------ | -------- | -------- | -------- |
|      | Jessica Tiebel     | Germania | 1'23"333 |          |
|      | Hannah Prock       | Austria  | 1'23"380 | +0"047   |
|      | Cheyenne Rosenthal | Germania | 1'23"471 | +0"138   |
| 4    | Tina Müller        | Germania | 1'23"536 | +0"203   |
| 5    | Anna Berreiter     | Germania | 1'23"561 | +0"228   |
| 6    | Olesja Michajlenko | Russia   | 1'23"777 | +0"444   |
| 7    | Tat'jana Cvetova   | Russia   | 1'23"933 | +0"600   |
| 8    | Elīna Ieva Vītola  | Lettonia | 1'24"092 | +0"759   |
| 9    | Lisa Schulte       | Austria  | 1'24"161 | +0"828   |
| 10   | Natalie Maag       | Svizzera | 1'24"190 | +0"857   |

### Doppio
La gara è stata disputata il 21 gennaio 2017 nell'arco di due manches e hanno preso parte alla competizione 36 atleti in rappresentanza di 11 differenti nazioni; campioni uscenti nonché vincitori delle ultime due edizioni erano i tedeschi Florian Löffler e Manuel Stiebing, non presenti alla competizione, e  il titolo è stato pertanto conquistato dai connazionali Hannes Orlamünder e Paul Gubitz, già bronzo nel 2016, davanti all'altra coppia tedesca formata da Nico Semmler e Johannes Pfeiffer e a quella italiana composta da Ivan Nagler e Fabian Malleier, tutti e quattro alla loro prima medaglia continentale di categoria.
| Pos. | Atleti                              | Nazione  | Tempo    | Distacco |
| ---- | ----------------------------------- | -------- | -------- | -------- |
|      | Hannes Orlamünder Paul Gubitz       | Germania | 1'17"055 |          |
|      | Nico Semmler Johannes Pfeiffer      | Germania | 1'17"179 | +0"124   |
|      | Ivan Nagler Fabian Malleier         | Italia   | 1'17"243 | +0"188   |
| 4    | Vsevolod Kaškin Konstantin Koršunov | Russia   | 1'17"266 | +0"211   |
| 5    | Florian Schmid Fabian Strickner     | Austria  | 1'17"470 | +0"415   |
| 6    | Felix Schwarz Lukas Gufler          | Italia   | 1'17"499 | +0"444   |
| 7    | Andrej Šander Semën Mikov           | Russia   | 1'17"694 | +0"639   |
| 8    | Tobias Heinze Maximilian Illmann    | Germania | 1'17"711 | +0"656   |
| 9    | Mārtiņš Bots Roberts Plūme          | Lettonia | 1'17"895 | +0"840   |
| 10   | Grigorij Voloskov Michail Dement'ev | Russia   | 1'17"952 | +0"897   |

### Gara a squadre
La gara è stata disputata il 22 gennaio 2018 su una sola manche composta da tre frazioni: quella del singolo femminile, quella del singolo maschile e quella del doppio e hanno preso parte alla competizione 30 atleti in rappresentanza di 10 differenti nazioni; campione uscente era la formazione tedesca composta da Jessica Tiebel, Paul-Lukas Heider, Florian Löffler e Manuel Stiebing, squadra che ha riconfermato il titolo anche in questa edizione con la stessa Tiebel ma con Max Langenhan, Hannes Orlamünder e Paul Gubitz al posto di Heider, Löffler e Stiebing, davanti alla compagine italiana formata da Hannah Niederkofler, Lukas Gufler, Ivan Nagler e Fabian Malleier mentre sul terzo gradino del podio si è piazzato il team lettone costituito da Elīna Ieva Vītola, Kristers Aparjods, Mārtiņš Bots e Roberts Plūme.
| Pos. | Squadra    | Atleti                                                                                   | Tempo    | Distacco |
| ---- | ---------- | ---------------------------------------------------------------------------------------- | -------- | -------- |
|      | Germania   | Jessica Tiebel Max Langenhan Hannes Orlamünder / Paul Gubitz                             | 2'02"713 |          |
|      | Italia     | Hannah Niederkofler Lukas Gufler Ivan Nagler / Fabian Malleier                           | 2'03"615 | +0"902   |
|      | Lettonia   | Elīna Ieva Vītola Kristers Aparjods Mārtiņš Bots / Roberts Plūme                         | 2'03"738 | +1"025   |
| 4    | Austria    | Hannah Prock Nico Gleirscher Florian Schmid / Fabian Strickner                           | 2'03"892 | +1"179   |
| 5    | Russia     | Olesja Michajlenko Daniil Lebedev Vsevolod Kaškin / Konstantin Koršunov                  | 2'04"024 | +1"311   |
| 6    | Romania    | Mihaela-Carmen Manolescu Theodor Andrei Turea Vasile Marian Gîtlan / Flavius Ion Crăciun | 2'05"126 | +2"413   |
| 7    | Slovacchia | Katarína Šimoňáková Marián Skupek Tomáš Vaverčák / Matej Zmij                            | 2'05"395 | +2"682   |
| 8    | Ucraina    | Darija Hula Mychajlo Savyckij Ihor Hoi / Myroslav Levkovyč                               | 2'05"703 | +2"990   |
| 9    | Rep. Ceca  | Michaela Maršíková Michael Lejsek Filip Vejdělek / Zdeněk Pěkný                          | 2'05"957 | +3"244   |
| 10   | Polonia    | Klaudia Domaradzka Kacper Tarnawski Artur Zubel / Kacper Skorupka                        | 2'08"134 | +5"421   |

## Medagliere
| Posizione | Nazione  | Oro | Argento | Bronzo | Totale |
| --------- | -------- | --- | ------- | ------ | ------ |
| 1         | Germania | 4   | 1       | 1      | 6      |
| 2         | Austria  | 0   | 1       | 1      | 2      |
| 2         | Italia   | 0   | 1       | 1      | 2      |
| 2         | Lettonia | 0   | 1       | 1      | 2      |
| Totale    | Totale   | 4   | 4       | 4      | 12     |